# Club Cola

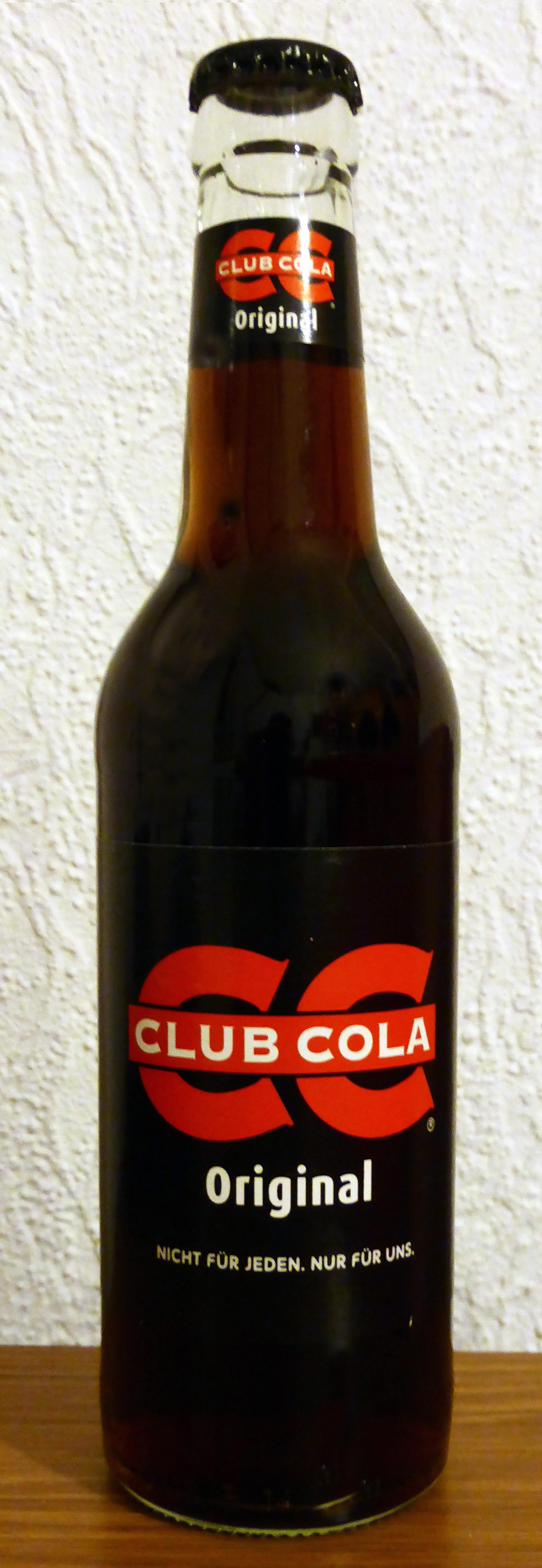
Club Cola

Club Cola is een op cola gelijkende frisdrank die in de voormalige DDR populair was.
De SED verordonneerde dat er vanaf de Leipziger Frühjahrsmesse in 1966 moest worden gewerkt aan de ontwikkeling van een eigen Cola-drank naar westers voorbeeld. Op 19 april 1967 werd de eerste fles Club Cola gevuld in de Berlijner “Getränkekombinat” (“drank-coöperatie”). De partij was erg trots op het eigen brouwsel en tijdens de Leipziger Frühjahrsmesse van 1972 werd het drankje dan ook met goud bekroond in de categorie frisdranken. De flessen werden gevuld in verschillende brouwerijen van de Getränkekombinat, op het etiket kon men zien in welke stad het flesje was gevuld.
Na de Duitse hereniging in 1990 was er bij de bevolking weinig interesse meer voor het drankje. Men wilde liever westerse frisdranken drinken, en in het westen was er voor Club Cola al helemaal geen belangstelling.

Het merk werd al snel geadopteerd door het marketingbedrijf Fritzsch & Mackat, dat in het voormalig Oost-Duitsland werd opgericht. Door de Cola daarna in de Oost-Duitse markt te zetten als een kleine David tegenover de westerse Goliaths slaagde Fritzsch & Mackat er uiteindelijk in het drankje terug in de belangstelling te krijgen. Het uiterlijk van de verpakking werd gemoderniseerd, maar in de reclamespots werd juist sterk teruggegrepen naar de DDR-tijden. Zo trad Club Cola op in 1 mei parades, leste het de dorst van een Russische kosmonaut nadat die met zijn capsule in de oceaan was geland en gaf het een loodgieter energie voor het aandraaien van de schroeven van een onderzeeboot. De bijbehorende slogans (“Hurra, ich lebe noch” en “Club Cola, Unsere Cola”) appelleerden aan de ostalgie van de voormalige DDR-burgers.
Club Cola ligt dus weer in de Duitse schappen. Fritzsch & Mackat zelf menen dat het drankje niet vanwege de hoge kwaliteit ervan wordt verkocht, maar vanwege de nostalgische gevoelens waaraan het drankje appelleert.
3ES Cola · Afri-Cola · Alter Cola · Amrat Cola · Apotekarnes Cola · Arab Cola · Barr Cola · Beuk Cola · Big Cola · Boylan Cane Cola · Breizh Cola · Bubba Cola · C&C Cola · Campa Cola · Cat Cola · Chat Cola · Chek Cola · Chero-Cola · China Cola · Chtilà Cola · Classic Cola · Club Cola · Coca-Cola · Cola Turka · Cole Cold · Corsica Cola · Count Cola · Cricket Cola · Cuba Cola · Diet Rite Cola · Dixi Cola · Double Cola · El Ché Cola · Elsass Cola · Evoca Cola · Fada Cola · Faygo Cola · Feichang Cola · First Choice Cola · Freeway Cola · Frescolita · fritz-kola · Fruti Kola · Fukola Cola · Future Cola · Fuji-Cola · Herschi Cola · Highway Cola · Icy-Cola · Imazighen Cola · Inca Kola · Isaac Kola · Jolly Cola · Jolt Cola · Just Cola · KasKol · Kiri · Kitty Kola · Kofola · Kola Real · Kola Román · Kola Shaler · Kristal Kola · LA Ice Cola · Libella · Like Cola · Master Choice · Moxie · Mecca-Cola · Muslim Up · Odina · OK Cola · OpenCola · Parsi Cola · Pepsi Cola · Perú Cola · Polo-Cockta · Pop Cola · Pran Cola · Premium-Cola · President's Choice Cola · Qibla Cola · R.C. Cola · Raak Cola · Raak Kindercola · Red Kola · Reyna Kola · Ritchie Cola · River Cola · Rola Cola · Royal Crown Cola · Sam's Choice Cola · Salva Cola · Honey Saps Cola · Schweppes Cola · Shasta Cola · Sinalco Cola · Sugar Cane Cola · TaB Cola · Thums Up · Tropicola · tuKola · Ubuntu Cola · Ugarit Cola · Uludağ Cola · Virgin Cola · Vita Cola · Viva Cola · XL Cola · Zam Zam Cola · Zelal Cola · ZOOB Cola